# Нерівність Бонсе
В теорії чисел, нерівністю Бонсе називається нерівність для простих чисел, доведена Бонсе у 1907 році. 

## Твердження
Якщо {\displaystyle p_{n}} позначає {\displaystyle n}-не просте число, то
{\displaystyle p_{n+1}^{2}<p_{1}p_{2}...p_{n}}
для {\displaystyle n>3}. 
З використанням цієї нерівності, Бонсе довів, що 30 є найбільшим цілим числом {\displaystyle n} із такою властивістю: якщо натуральне число {\displaystyle k}, де {\displaystyle 1<k<n} є взаємно простим із {\displaystyle n,} тобто {\displaystyle (n,k)=1}, то {\displaystyle k} є простим числом.
Бонсе також довів сильнішу нерівність:
{\displaystyle p_{n+1}^{3}<p_{1}p_{2}...p_{n}}
для {\displaystyle n>5}.
Натомість слабша нерівність:
{\displaystyle p_{n+1}<p_{1}p_{2}...p_{n}}
негайно випливає із доведення Евклідом нескінченності простих чисел.

### Приклади
Прикладами для найменших чисел є
{\displaystyle {121=11^{2}<2\cdot 3\cdot 5\cdot 7=210}}
{\displaystyle {169=13^{2}<2\cdot 3\cdot 5\cdot 7\cdot 11=2310}}
{\displaystyle {289=17^{2}<2\cdot 3\cdot 5\cdot 7\cdot 11\cdot 13=30030}}
{\displaystyle {361=19^{2}<2\cdot 3\cdot 5\cdot 7\cdot 11\cdot 13\cdot 17=510510}}

## Доведення

### За допомогою постулата Бертрана
Просте доведення нерівності можна дати за допомогою постулата Бертрана (проте воно не є елементарним через використання постулату). Послідовні прості числа задовольняють нерівність {\displaystyle p_{n+1}<2p_{n}.}
Якщо тепер припустити {\displaystyle p_{n}^{2}<p_{1}\cdot p_{2}\cdot \ldots \cdot p_{n-1},} то з використанням нерівності із постулату Бертрана
{\displaystyle p_{n+1}^{2}<4p_{n}^{2}<4\cdot p_{1}\cdot p_{2}\cdot \ldots \cdot p_{n-1}<p_{1}\cdot p_{2}\cdot \ldots \cdot p_{n},}
оскільки {\displaystyle p_{n}>4} для {\displaystyle n>2.}
Оскільки нерівність Бонсе виконується для {\displaystyle n=4,} то методом математичної індукції вона виконується і для всіх більших натуральних чисел.

### Елементарне доведення
Нерівність була доведена простими підрахунками для {\displaystyle n=4,5,6,7.}
Позначимо {\displaystyle m=\left\lfloor {\frac {n}{2}}\right\rfloor } — цілу частину числа. Очевидно {\displaystyle n\geqslant 2m} і для {\displaystyle n\geqslant 8} також {\displaystyle n-m+1<p_{m}.} Дійсно, для другої нерівності  {\displaystyle n-m+1\leqslant m+2<p_{m},} де остання нерівність очевидно виконується для всіх {\displaystyle m\geqslant 4.}
Позначимо {\displaystyle t=p_{1}\cdot p_{2}\cdot \ldots \cdot p_{m-1}} і {\displaystyle S=\{t-1,2t-1,\ldots ,p_{m}t-1\}.} Нехай елементи {\displaystyle r_{1}t-1} і {\displaystyle r_{2}t-1} множини {\displaystyle S} діляться на просте число {\displaystyle p_{m+i},\ i\in \{0,1,\ldots n-m\}.} Тоді {\displaystyle p_{m+i}|t(r_{1}-r_{2}),} що неможливо. Тобто жодне із простих чисел {\displaystyle p_{m},\ldots ,p_{n}} не ділить більше одного із чисел множини {\displaystyle S.} Оскільки {\displaystyle n-m+1<p_{m},} то цих простих чисел є менше, ніж елементів множини {\displaystyle S.}Відповідно існує число {\displaystyle rt-1\in S,} що не ділиться на жодне із простих чисел {\displaystyle p_{1},\ldots \cdot p_{n},} а тому воно ділиться на якесь більше просте число і зокрема є не меншим, ніж {\displaystyle p_{n+1}.}
Враховуючи все це маємо:
{\displaystyle p_{n+1}\leqslant rt-1=r\cdot p_{1}\cdot \ldots \cdot p_{m-1}-1<p_{1}\cdot \ldots \cdot p_{m},}
а тому:
{\displaystyle p_{n+1}^{2}<(p_{1}\cdot \ldots \cdot p_{m})\cdot (p_{1}\cdot \ldots \cdot p_{m})<p_{1}\cdot \ldots \cdot p_{2m}\leqslant p_{1}\cdot \ldots \cdot p_{n},}
що і завершує доведення.

## Посилення і подібні нерівності
Долезман у 2000 році довів що
{\displaystyle p_{n+1}p_{n+2}<p_{1}p_{2}...p_{n}}
для {\displaystyle n>3}.
Шандор у 1988 році показав,  що:
{\displaystyle p_{n+5}^{2}+p_{[{\frac {n}{2}}]}^{2}<p_{1}p_{2}...p_{n}}
для {\displaystyle n>23}.
Поса у 1960 році довів,  що для кожного {\displaystyle k>1}, існує {\displaystyle n_{k}} для якого:
{\displaystyle p_{n+1}^{k}<p_{1}p_{2}...p_{n}}
для {\displaystyle n\geq n_{k}}.
Панаітополь довів у 2000 році що:
{\displaystyle p_{n+1}^{n-\pi (n)}<p_{1}p_{2}...p_{n}}
де {\displaystyle \pi (x)}— функція розподілу простих чисел.